# Maurice de La Fargue
Pour les articles homonymes, voir Lafargue.
Maurice de La Fargue, né le 3 février 1853 à Chantilly et mort le 23 octobre 1916 à Garchizy, est un journaliste et diplomate français.

## Biographie
Louis-Maurice de Lafargue est le fils de Marie-Louise-Hortense Bellet et de Maurice-Gabriel de Lafargue (1807-1899), propriétaire à Chantilly. Les chefs de la famille Lafargue portent le titre de « comte de la Fargue » depuis l'acquisition, en 1770, du comté de Blénac (Saintonge) par le trisaïeul de Maurice, Jean-Baptiste de la Fargue (1690-1782), lieutenant-général des armées du roi.
Attaché à la Caisse des dépôts et consignations, Maurice de La Fargue donne sa démission en 1879 et se lance dans le journalisme. Catholique et royaliste, il devient en août 1884 le rédacteur en chef du Moniteur de la Nièvre, un journal monarchiste de Nevers.
Lors des élections municipales de 1888, Maurice de La Fargue est élu à Pougues-les-Eaux sur la liste « conservatrice » (royaliste) du maire sortant Maurice Bert, dont il devient l'adjoint. Bert ayant été suspendu par le préfet, La Fargue est élu maire par ses quinze colistiers le 11 novembre de la même année. Il assure ce mandat pendant un an, jusqu'à la réélection de Bert.

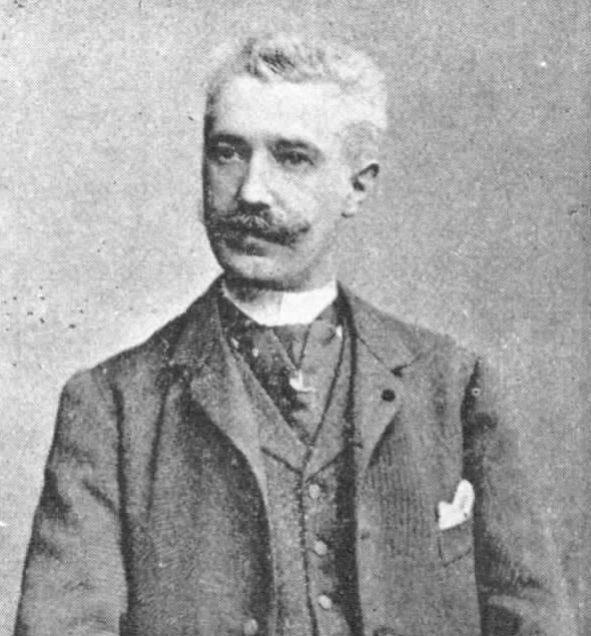
Maurice de La Fargue, directeur de La Presse (1892-1896).

En mai-juin 1892, Maurice de La Fargue quitte le Moniteur de la Nièvre pour prendre la direction de la Presse, journal parisien récemment acquis par le député de la Nièvre Jules Jaluzot. L'année suivante, il dirige provisoirement la Patrie, un autre titre appartenant à Jaluzot, avant de céder cette place à Albert Dauriat afin de pouvoir se consacrer exclusivement à la Presse.

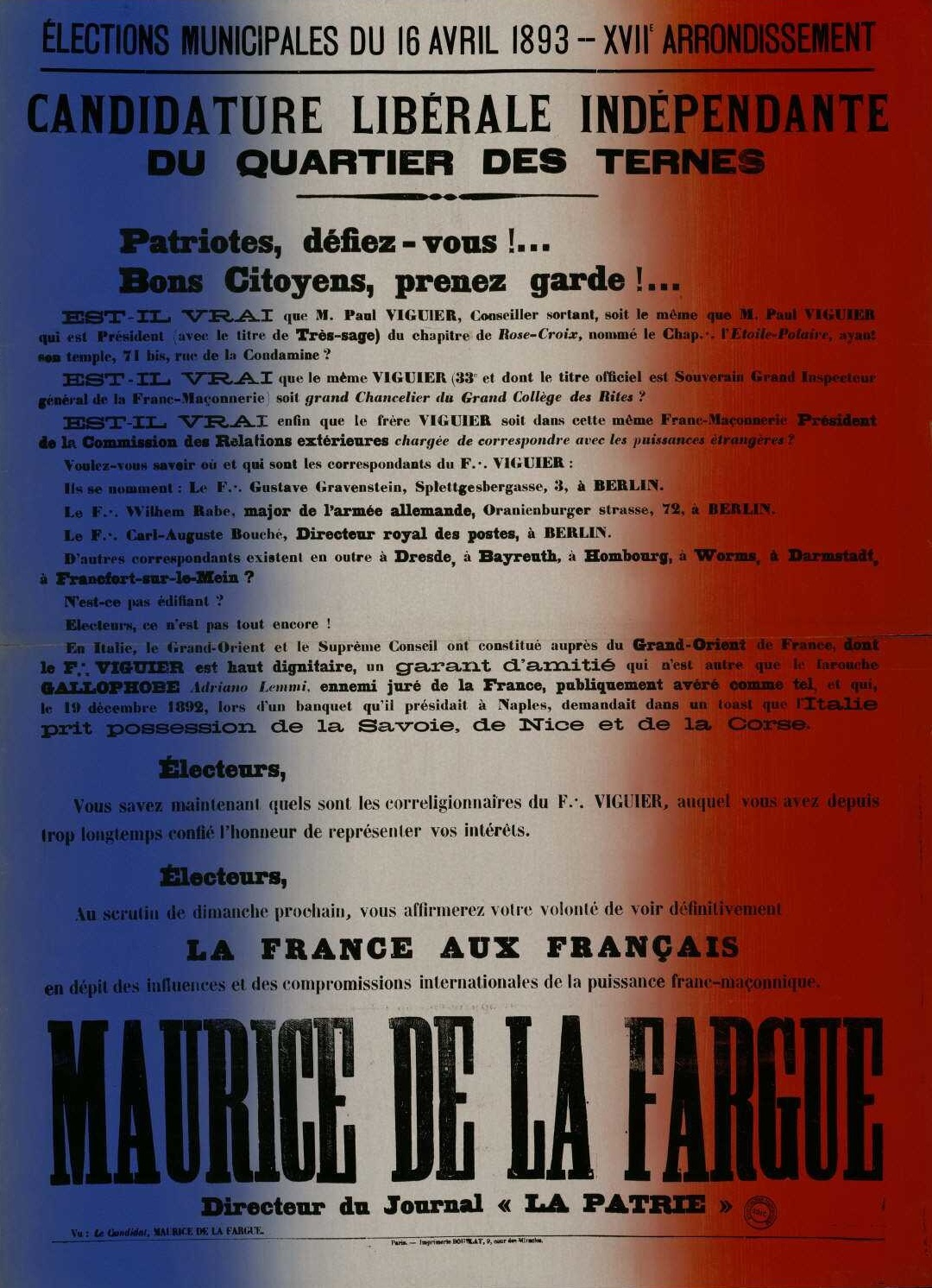
Affiche antimaçonnique et nationaliste de Maurice de La Fargue pour l'élection du 16 avril 1893.

À l'occasion des élections municipales parisiennes de 1893, Maurice de La Fargue présente sa « candidature libérale indépendante » dans le quartier des Ternes. Le conseiller municipal sortant de ce quartier est le radical Paul-Louis Viguier, dont le directeur de la Patrie n'hésite pas à attaquer l'appartenance à la franc-maçonnerie. Dans sa profession de foi, De La Fargue réclame notamment la réintégration des sœurs dans les hôpitaux de la capitale et l'instauration du référendum municipal. Concurrencé auprès de l'électorat catholique et conservateur par le riche marchand de bois A. Gillet, candidat des « ralliés », De La Fargue n'obtient que 446 voix au premier tour. Il termine ainsi en quatrième position, derrière le révisionniste Louis Gazon (805 voix), et très loin derrière Gillet (1 231) et Viguier (2 407). De La Fargue puis Gazon se désistent alors en faveur de Gillet, qui est cependant battu au second tour par Viguier.
En 1894, le comte de la Fargue est l'un des fondateurs et des secrétaires du « Denier des veuves et des vieillards », œuvre philanthropique financée par son ami le comte de Laubespin. Placée sous le patronage de l'Association des journalistes parisiens, elle est présidée par Alfred Mézières.
Congédié par la société propriétaire de la Presse en 1896, Maurice de La Fargue crée l'année suivante une agence de presse, la Correspondance politique, parlementaire et diplomatique, dont il prend la direction. Il est également le correspondant du journal montréalais La Patrie et devient un spécialiste des questions relatives au Canada et à la Bulgarie.
Conseiller commercial puis secrétaire honoraire de l'Agence diplomatique de Bulgarie en France, le comte de la Fargue a été consul de Bulgarie jusqu'en 1915. En 1898, il a accepté les fonctions de commissaire général adjoint de la section bulgare à l'Exposition universelle de 1900. Il a également été nommé conseiller du commerce extérieur de la France.
Il meurt le 23 octobre 1916 dans sa propriété des Révériens, à Garchizy. Il est inhumé au cimetière cette dernière commune.

## Distinctions
Récipiendaire de nombreuses distinctions honorifiques, Maurice de La Fargue était notamment :
- Donat de première classe de l'ordre souverain de Malte (1882)[10] ;
- Camérier d'honneur de cape et d'épée du pape Léon XIII (avant 1888)[13] ;
- Chevalier de l'ordre de Saint-Grégoire-le-Grand (avant 1888)[13] ;
- Commandeur de l'ordre d'Isabelle la Catholique (1894)[14] ;
- Grand officier du Mérite civil de Bulgarie (1897)[15] ;
- Chevalier de la Légion d'honneur (1900)[1] ;
- Chevalier de l'ordre du Mérite agricole (avant octobre 1900)[1] ;
- Officier du Nichan Iftikhar (avant octobre 1900)[1] ;
- Décoré de la Médaille d'honneur de l'Assistance publique (avant octobre 1900)[1] ;
- Grand-commandeur du Saint-Sépulcre (avant mai 1908)[16] ;
- Officier de l'Instruction publique (avant 1909)[10].